# Middleburgh (village, New York)
Ne doit pas être confondu avec Middleburgh (New York).
Middleburgh est un village du comté de Schoharie, dans l'État de New York, aux États-Unis,. En 2020, il comptait une population de 1 131 habitants.

## Démographie
Lors du recensement de 2010, le village comptait une population de 1 500 habitants, tandis qu'en 2020, elle s'élève à 1 131 habitants.